# Olocau del Rey
Pour les articles homonymes, voir Olocau.
Olocau del Rey, en castillan et officiellement (Olocau del Rei en valencien), est une commune d'Espagne de la province de Castellón dans la Communauté valencienne. Elle est située dans la comarque des Ports et dans la zone à prédominance linguistique castillane. Elle fait partie de la Mancomunidad Comarcal Els Ports.

## Géographie
La commune d'Olocau del Rey se situe dans une petite cuvette des montagnes de la Cordillère Bétique, aux limites des provinces de Castellon et de Teruel. Le centre du village est à environ 1040 mètres, entouré de crêtes entre 1100 et 1200 mètres. Les ruines de l'ancien château mauresque d'Olcaf, datant des Xe et XIe siècles, à 1199 m dominent le village à l'Ouest. Le caractère montagneux des lieux, la sécheresse de l'environnement avec un maigre végétation buissonnante,  un relatif isolement et l'éloignement des régions peuplées de la côte peuvent expliquer le déclin démographique continu du village : 546 habitants en 1900, seulement 119 en 2022. Olocau appartient à l' « España vacia » ou « vaciada», l'Espagne vidée par l'exode rural, surtout depuis les années 1960.

Le village offre pourtant nombre d'aménités et d'intérêts architecturaux. Il est situé sur l'une des branches du « Camino del Cid », l'un des sentiers de randonnée illustrant cette périoe de la Reconquista avec un rattachement définitif de cette région au Royaume d'Aragon en 1180.

Localisation d'Olocau del Rey
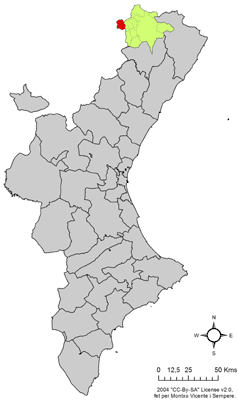
dans la Communauté valencienne.
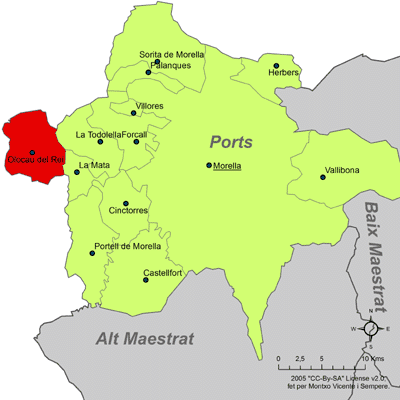
dans la comarque des Ports.

## Patrimoine

### Monuments religieux

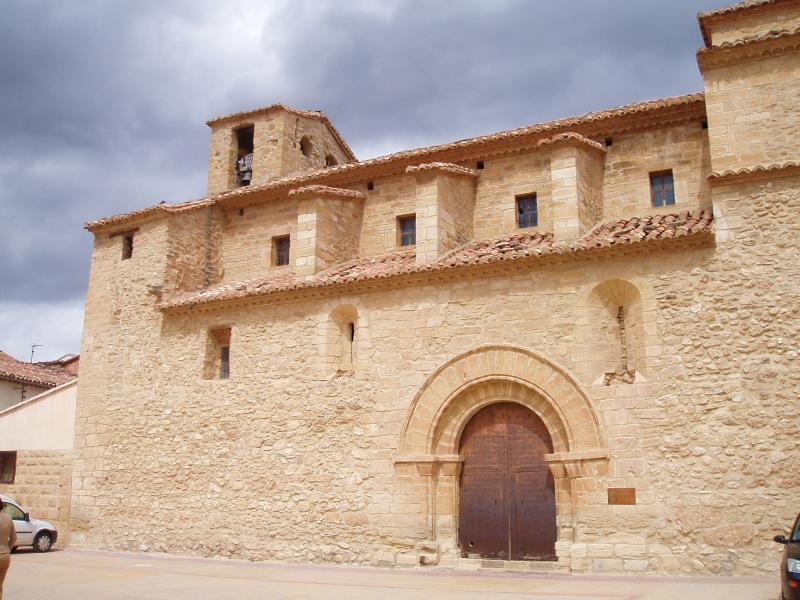
Façade de l'église de de Nuestra Señora del Pópulo

- Église de Nuestra Señora del Pópulo (XIVe siècle). Conserve une belle sculpture romane de la Vierge de la Naranja. (XIIIe siècle).
- Chapelle de San Marcos (XVIIIe siècle).
- Chapelle de San Blas (XVe siècle).
- Chapelle de la Magdalena (XVIIe siècle).
- Chapelle de la Virgen de la Naranja (XIIIe siècle).
- Chapelle de San Roque. (XIXe siècle).

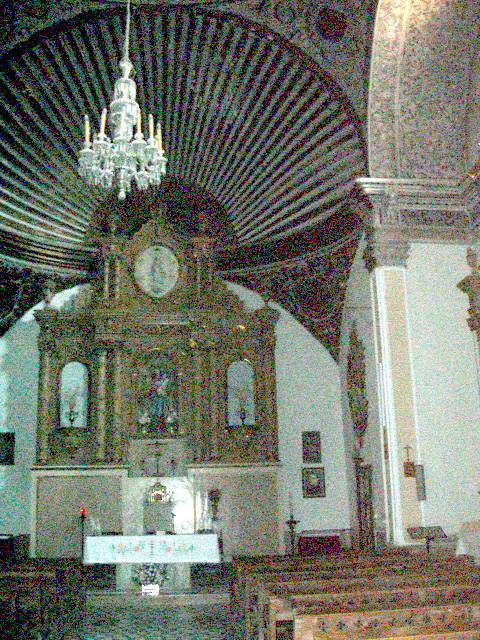
Intérieur de l'église de Nuestra Señora del Pópulo.
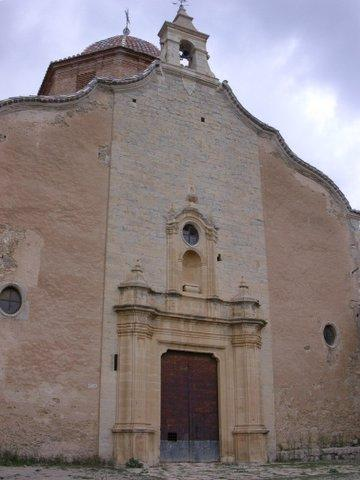
Chapelle de San Marcos, à environ 4 km du village.
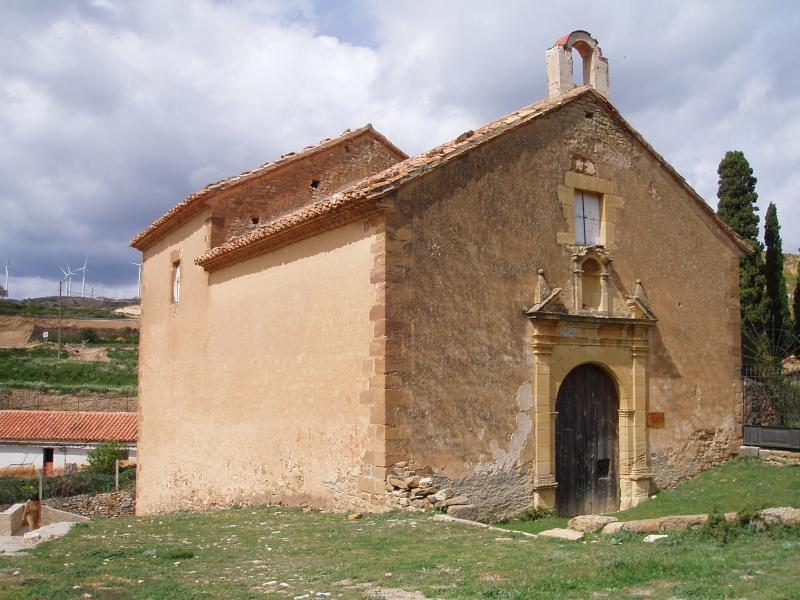
Chapelle de San Blas, en ville. Au fond on devine le parc éolien.

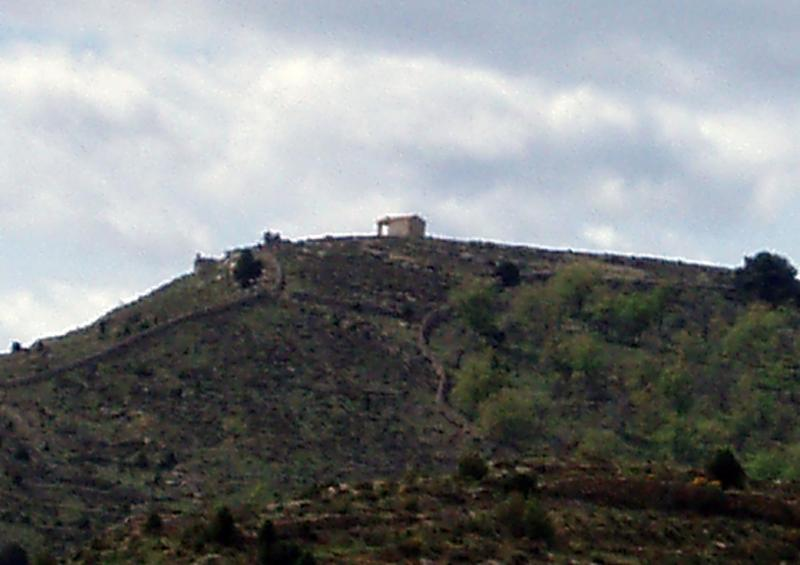
Chapelle de la Virgen de la Naranja situé sur une colline.
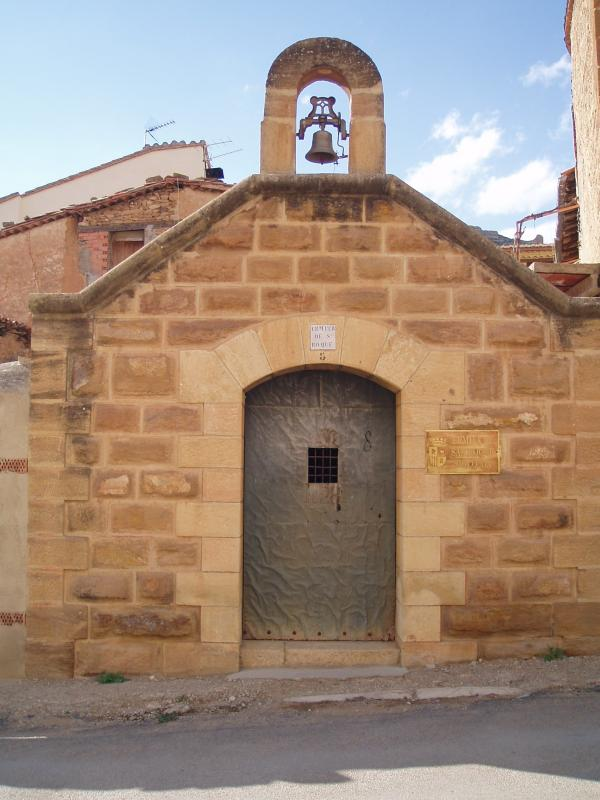
Chapelle de San Roque.

### Monuments civils
- Mairie (XVIe siècle).

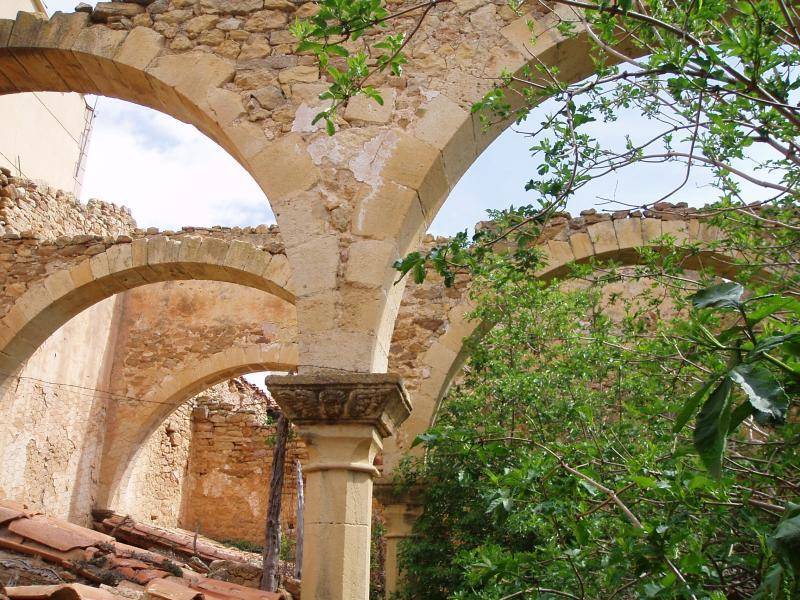
Confrérie.

- Château. Connu sous les noms de Olcaf et Olocaf, il se trouve à environ 800 m à l'ouest du village, sur une montagne de 1 203 m de hauteur. Il est d'origine arabe et certains supposent qu'il a été fortifié par le Cid en 1084. Il a trois enceintes échelonnées, non concentriques et un plan irrégulier. Aujourd'hui, il est totalement ruiné. Il a été donné par Alphonse II d'Aragon aux Hospitaliers de Saint Jean de Jérusalem représentés par Fray Armengol d'Aspa. Il a participé activement aux luttes entre le Comte d'Urgell et Ferdinand, el de Antequera, à la mort du roi Martin Ier l'Humain.
- Palais du marquis de Figuera.
- Prison (XVIe siècle)
- Cofradía o Lonja de la lana (XVIe siècle)
- Four public (XIIIe siècle). Actuellement (2007) en train d'être restauré.

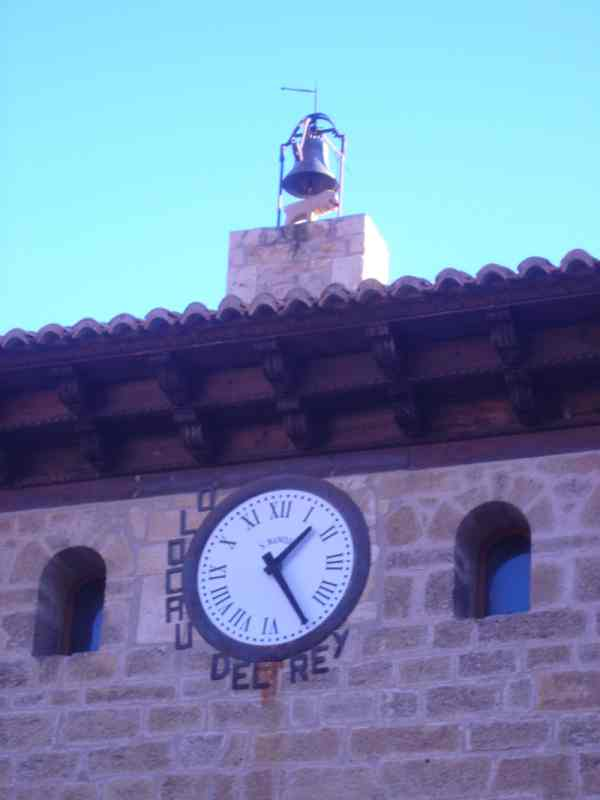
Écu de la municipalité.
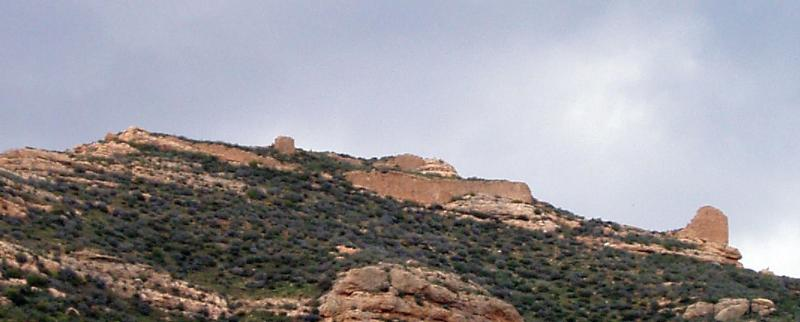
Château d'Olocau del Rey
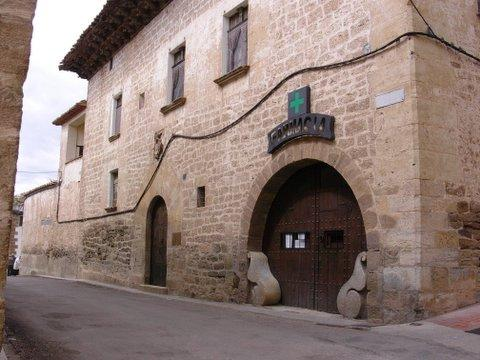
Palacio Figuera
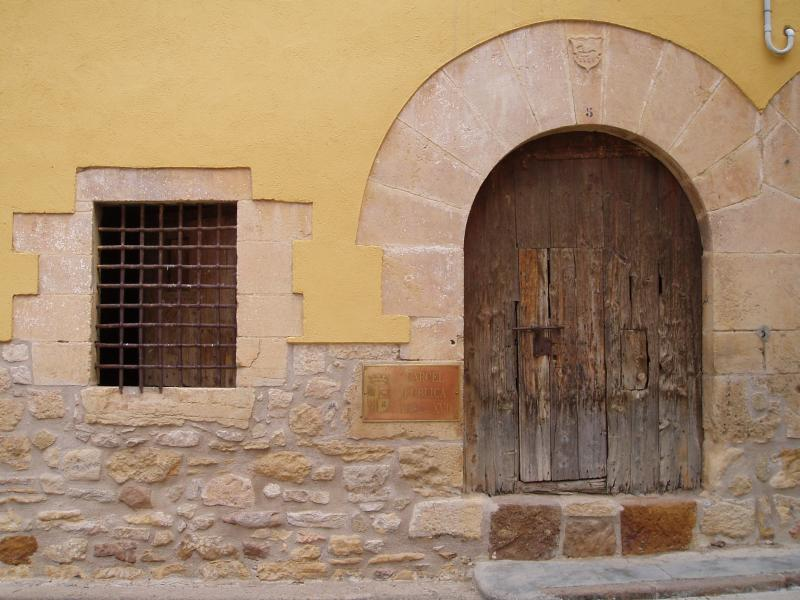
Prison.
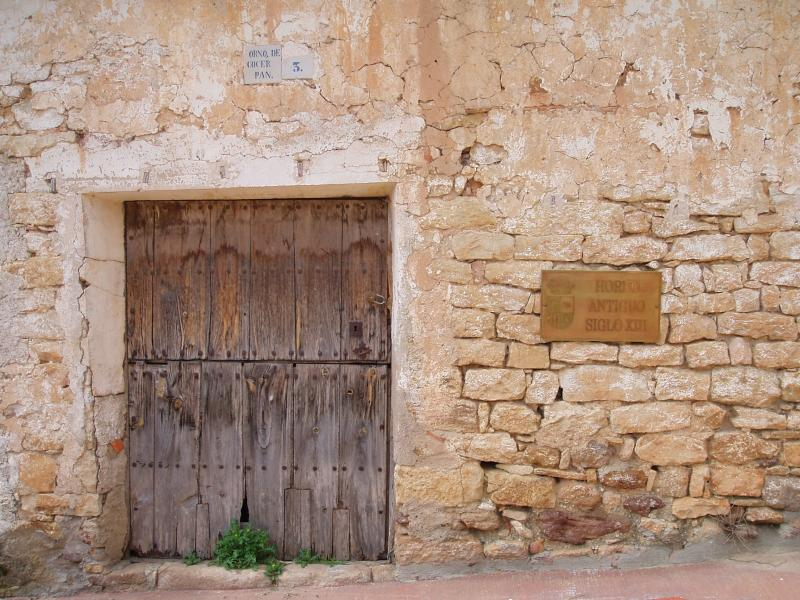
Four.

## Images de la localité

### Panoramiques

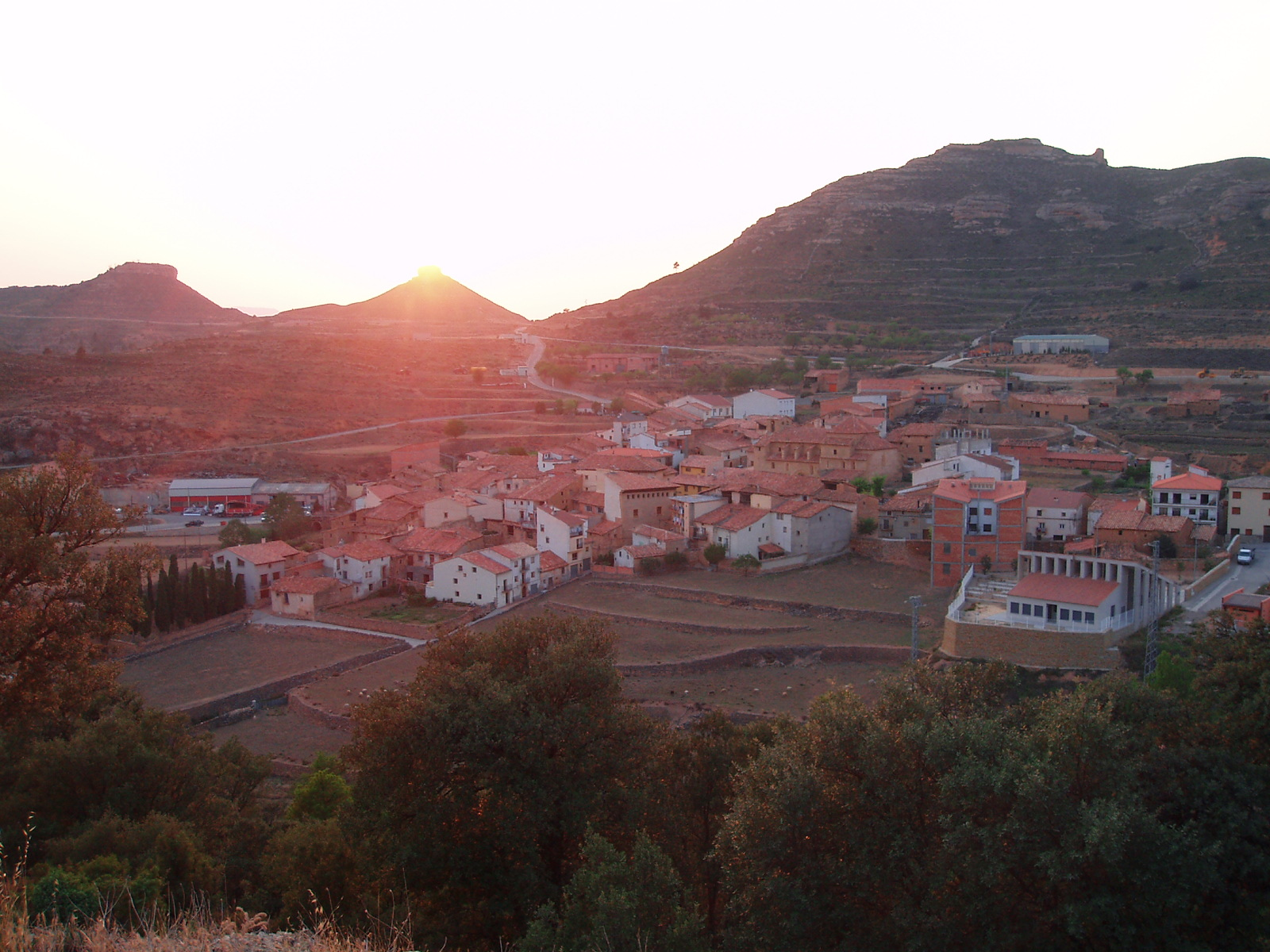
Vue panoramique de Olocau del Rey
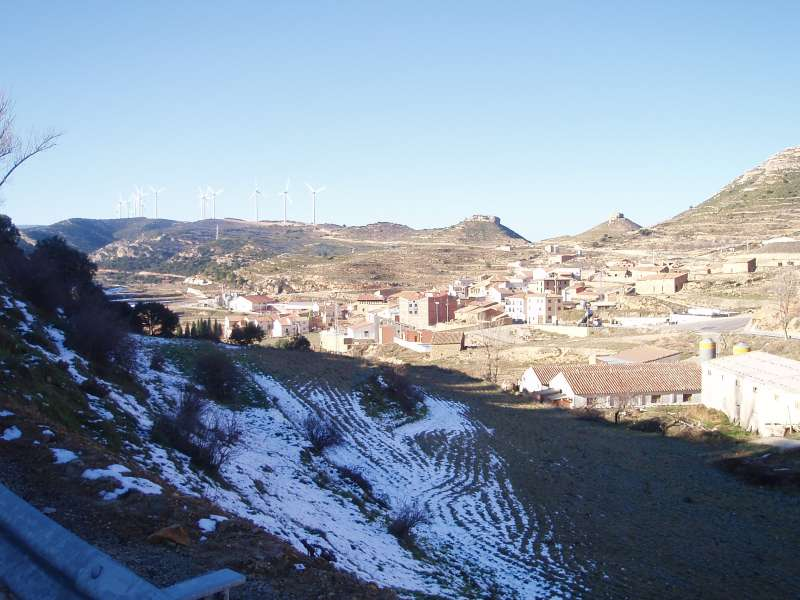
Panoramique en décembre 2006
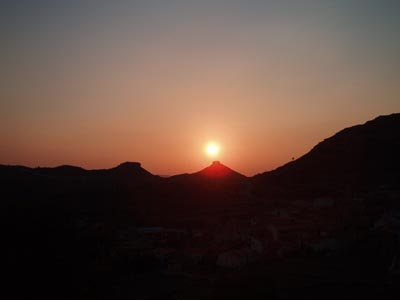
Coucher de soleil
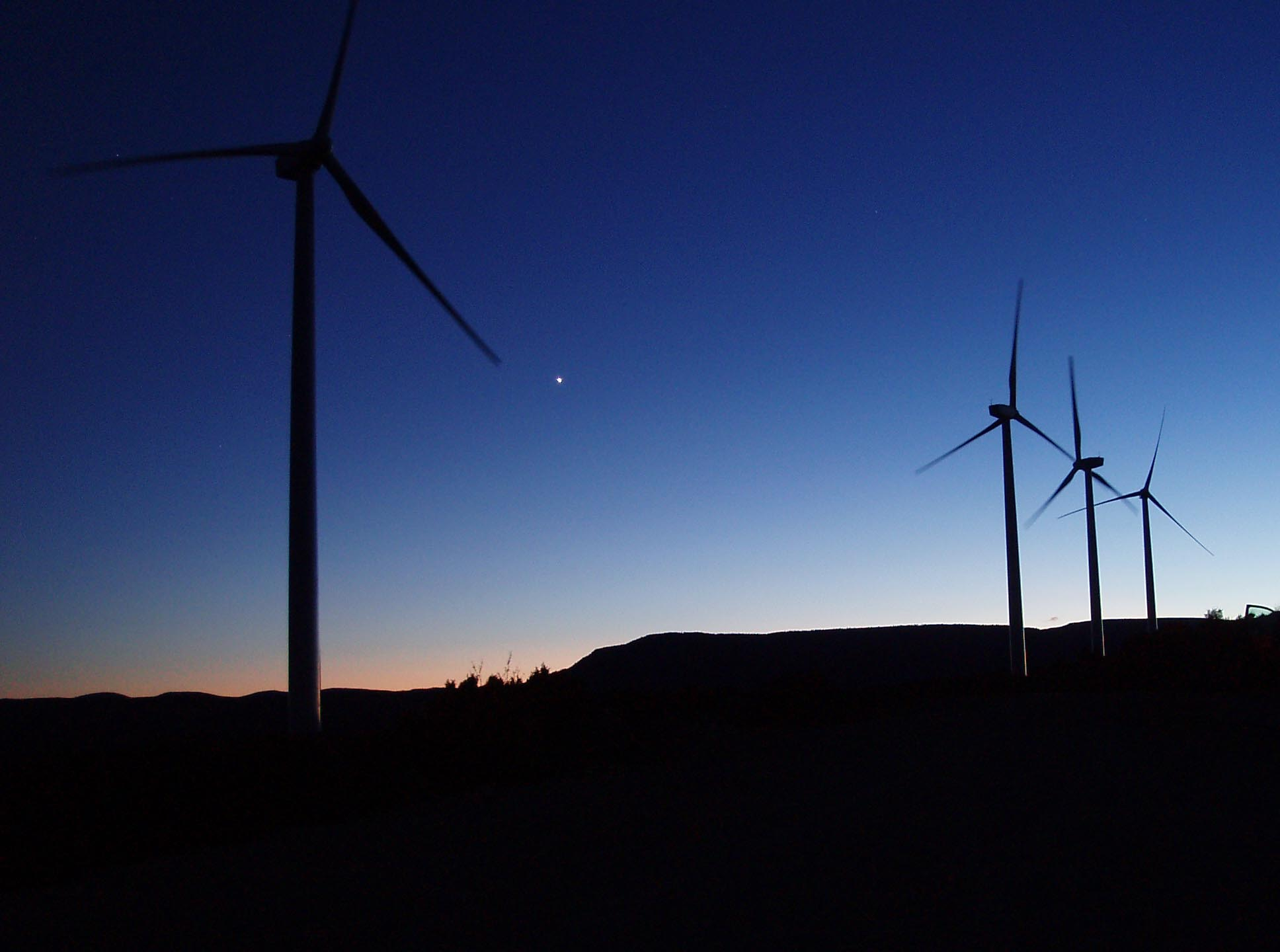
Parc éolien
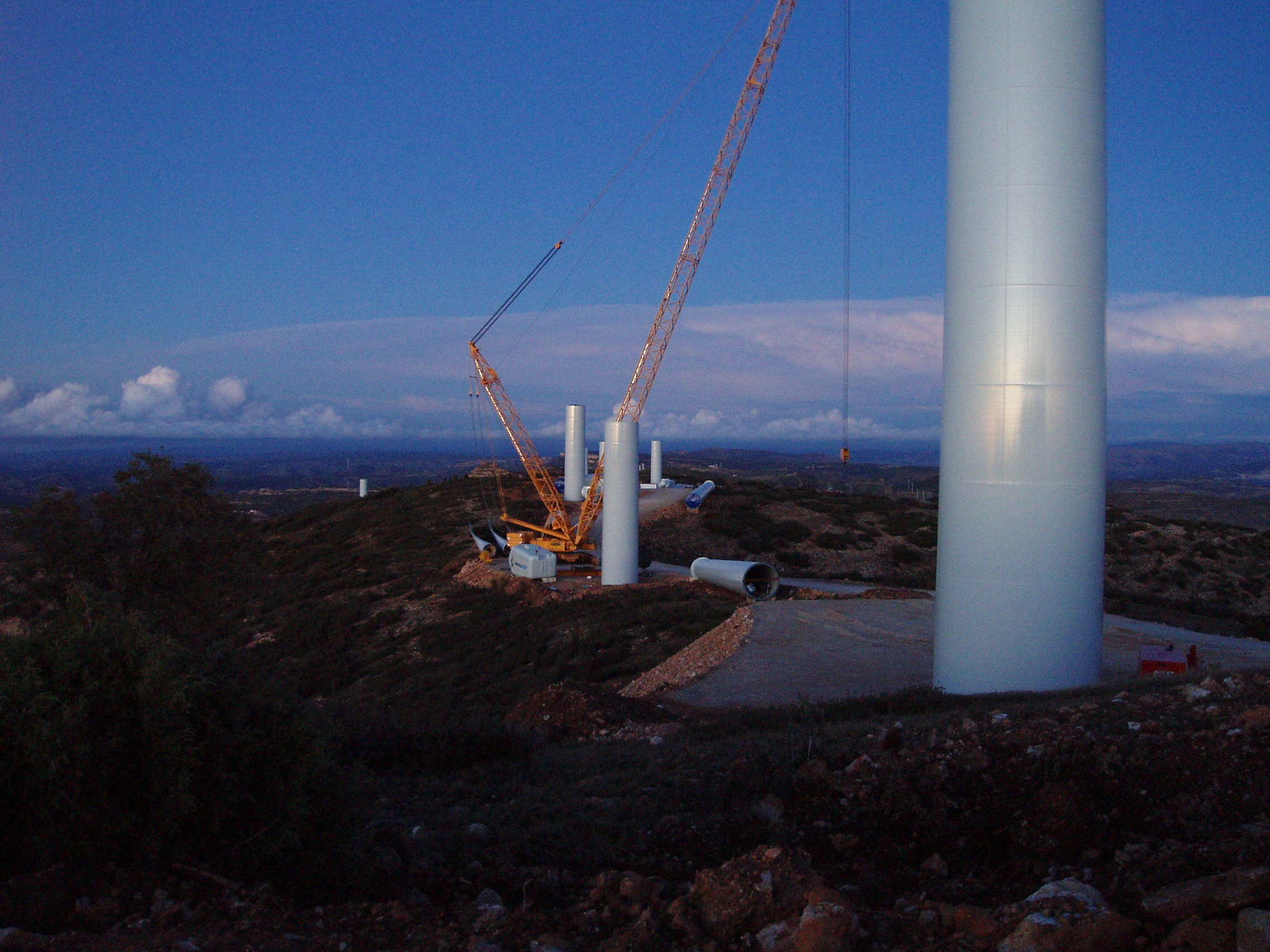
Parc éolien
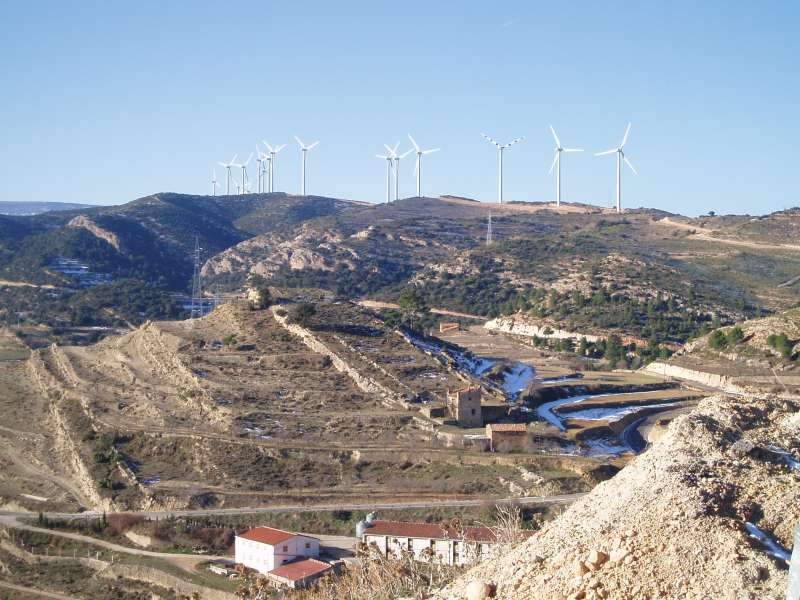
Vue du parc éolien

### Hameaux

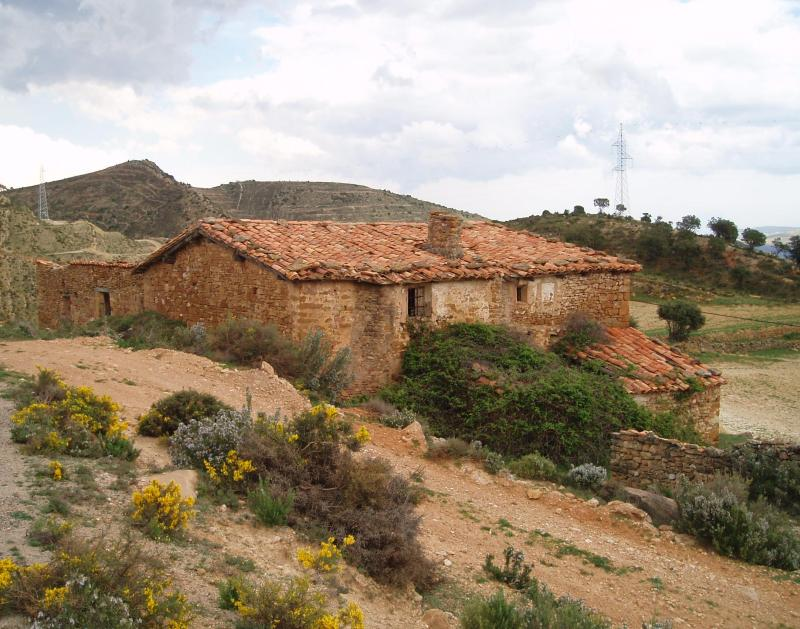
Hameau de la Tejería
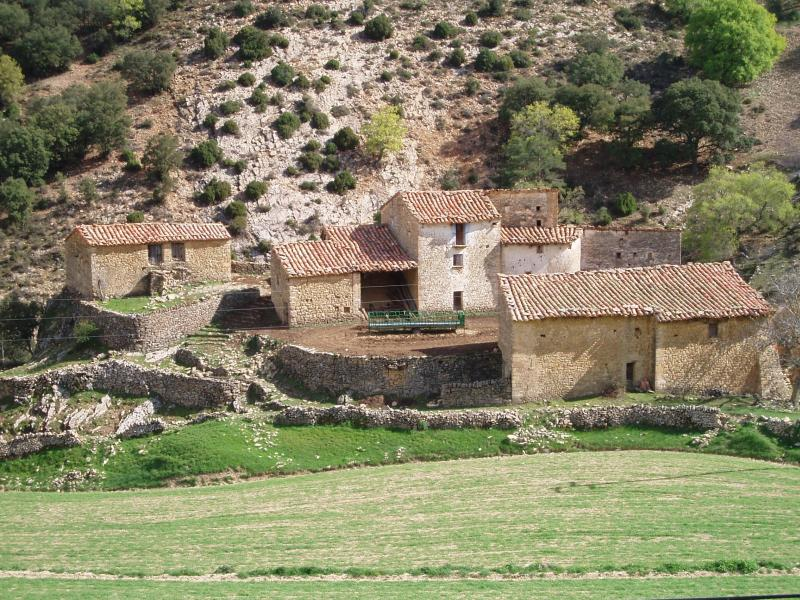
Hameau de la Paloma
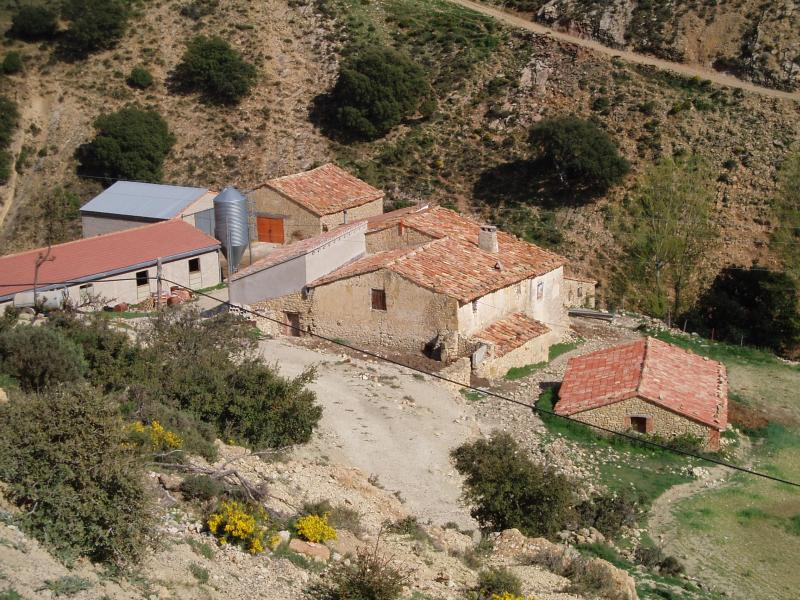
Hameau de Francisco
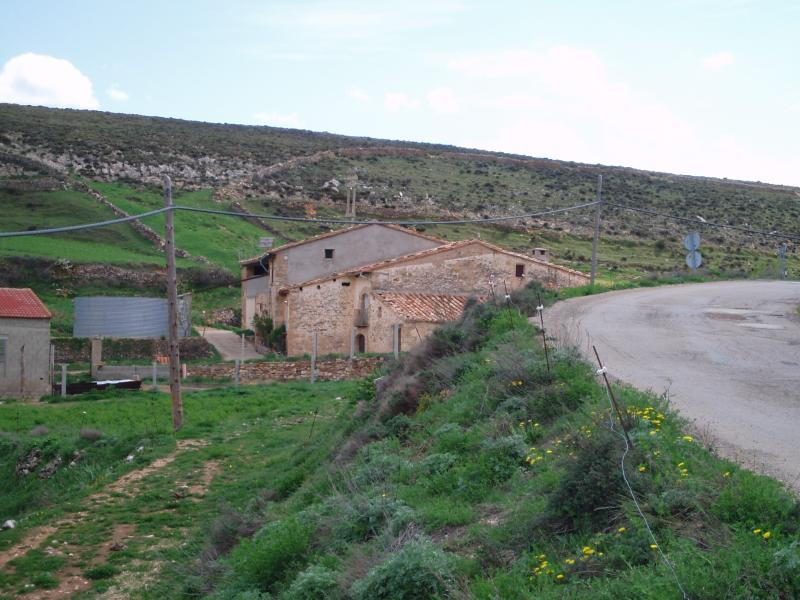
Hameau del Mojón
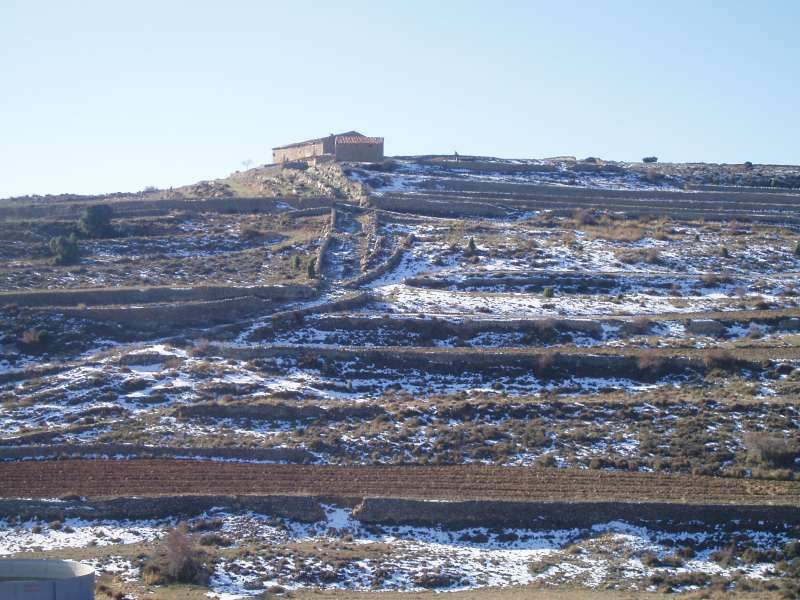
Mas de ballesteros, chemin vers la Mata